# 大白川站
大白川站（日语：／ Ōshirakawa eki */?）是位於新潟縣魚沼市大白川，東日本旅客鐵道（JR東日本）的只見線車站。
此站是新潟、福島縣邊界六十里越中，只見線新潟縣一方的據點站。同時為縣內唯一可進行列車交會的只見線車站。另外，此站往小出站方向由新潟分社管轄。

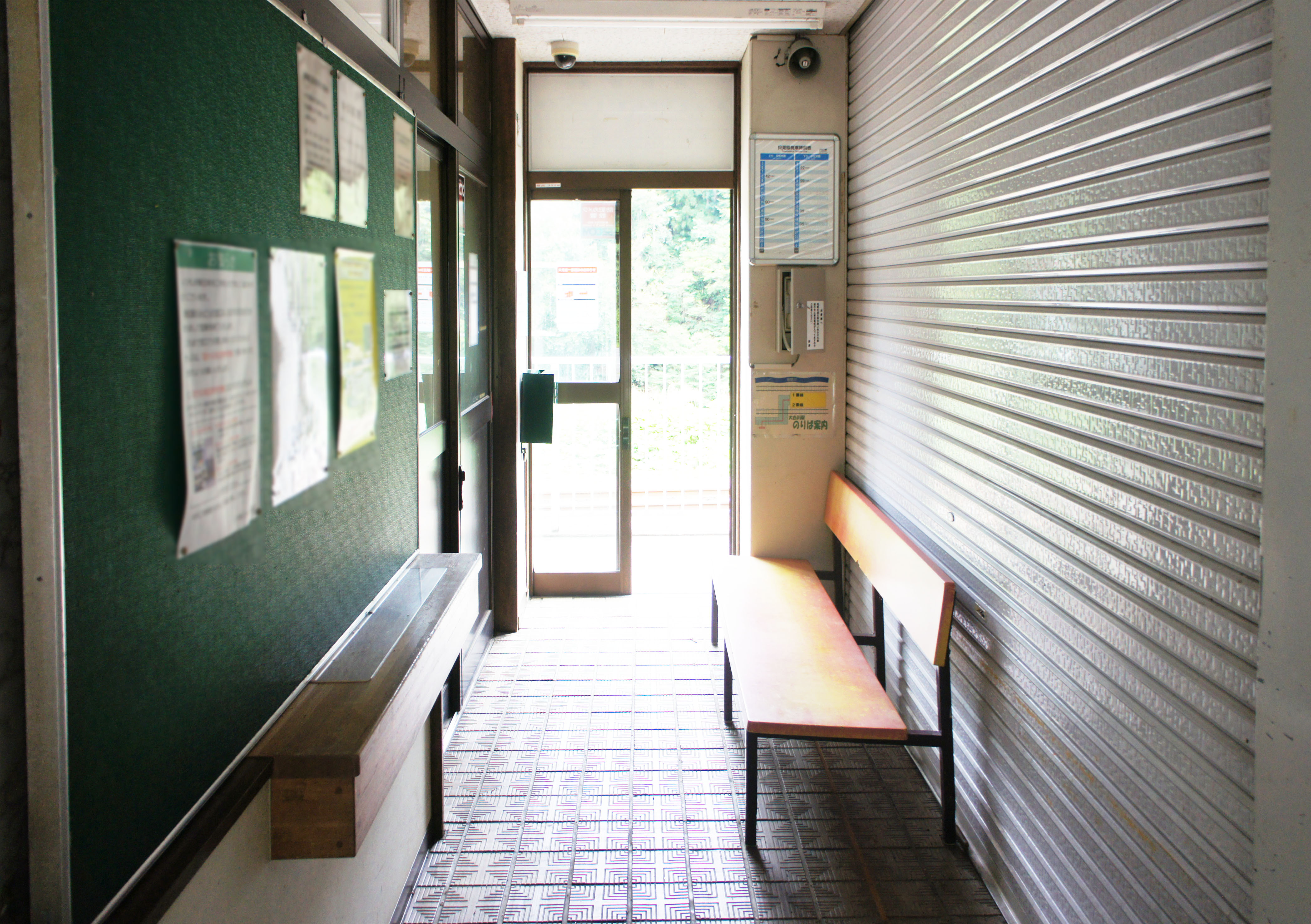
候車室內（2021年9月）

## 歷史
- 1942年（昭和17年）11月1日：只見線小出站至此站之間開通，此站啟用。
- 1971年（昭和46年）8月29日：此站至只見站之間開通，只見線全線開通。此站增設列車交會設備。
- 1987年（昭和62年）4月1日：伴隨國鐵分割民營化，車站由東日本旅客鐵道（JR東日本）營運。
- 1988年（昭和63年）11月：現時車站大樓竣工，大樓內設有入廣瀨村自然活用中心[1]。
- 2007年（平成19年）12月11日：小出一方的閉塞方式改為特殊自動閉塞。
- 2008年（平成20年）9月26日：只見一方的閉塞方式改為特殊自動閉塞。
- 2009年（平成21年）
  - 3月14日：只見線小出至只見之間CTC化，站內運輸業務廢止。
  - 4月1日：成為無人車站。

在1984年2月1日日本國鐵時間表修正前，車站附近設有鋸木廠，此站設有專用線前往該處，起設有貨物起卸業務。

## 車站構造

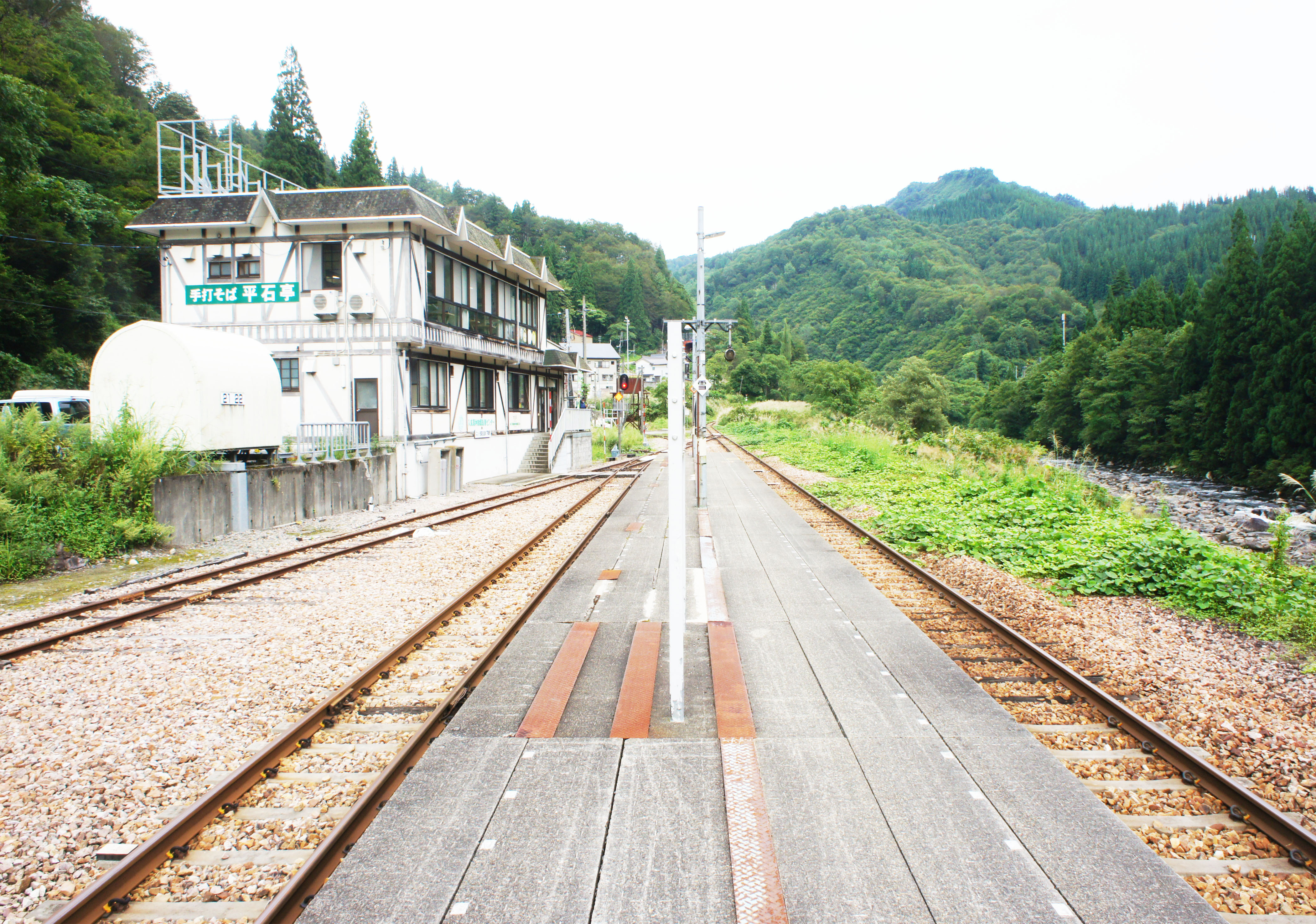
月台（2021年9月）

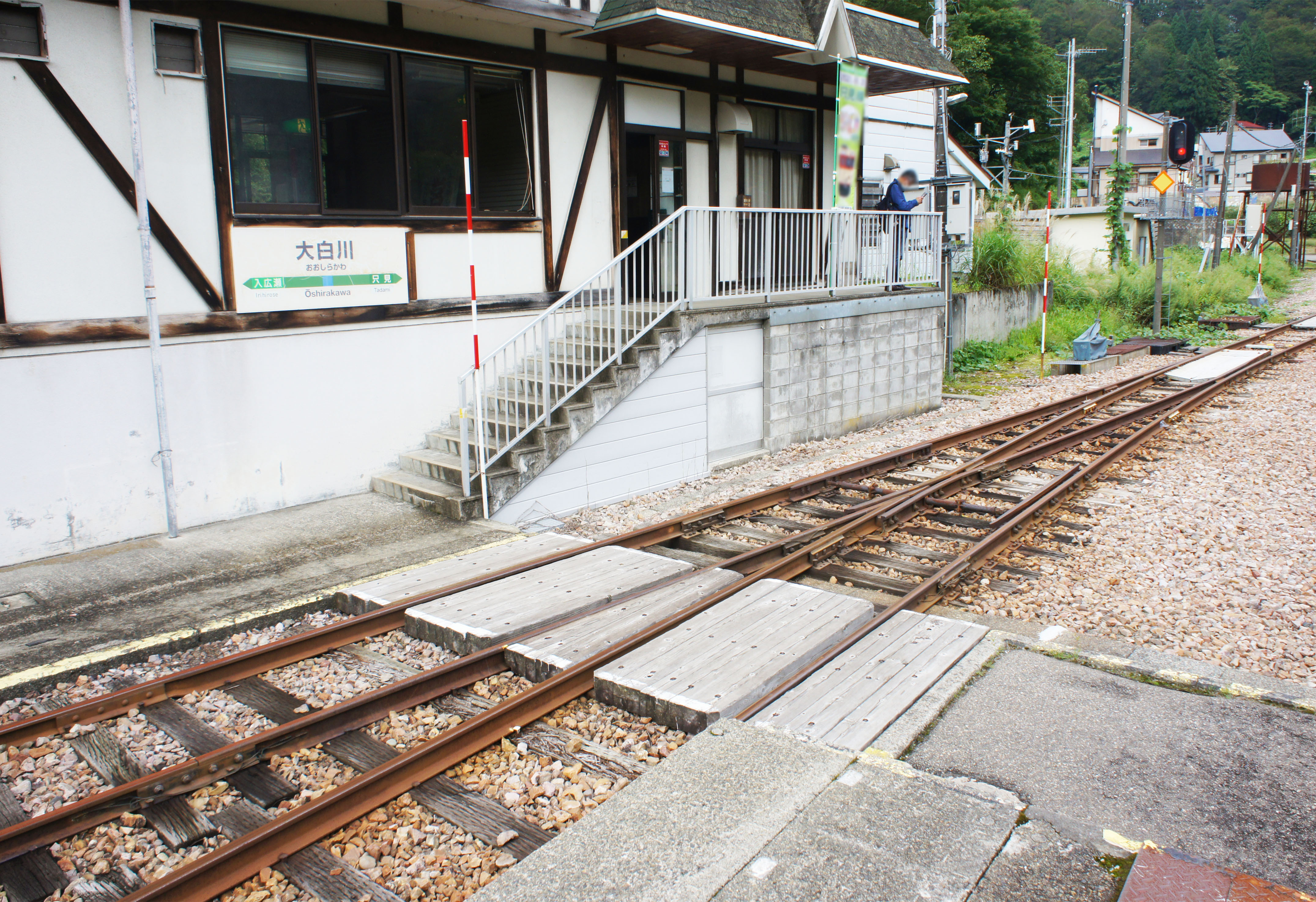
平交道（2021年9月）

此站是地面車站，設有1面2線的島式月台。此站設有數條側線，此站是只見線除雪作業的據點車站。北站是由越後湯澤站管理的無人車站，站房位於北邊。
車站啟用當初只有1面1線的單式月台。在1971年（昭和46年），此站至只見站之間開通時，增設了多一條路軌，變成1面2線的島式月台。
在1988年（昭和63年），現時的車站大樓建成，大樓內設有魚沼市入廣瀨自然活用中心。大樓設有2層。車站大樓1樓部分為車站事務室和候車所。在候車室設有樓梯前往2樓，該處設有採用當地的蔬菜和手打蕎麥麵製成料理的餐廳「平石亭」。候車室內設有介紹大白川的壁報板。
另外，此站設有1班列車於此站折返。此站沒有乘務員住宿設施，因此到達後需要以不載客列車返回小出方向。在翌日早上再次以不載客列車前往此站，執行早上6時時段從此站出發前往小出的上行列車班次。

### 月台
| 月台         | 路線    | 上下行 | 方向     |
| ------------ | ------- | ------ | -------- |
| 車站大樓一方 | ■只見線 | 上行   | 只見方向 |
| 車站大樓對面 | ■只見線 | 下行   | 小出方向 |

在資訊上沒有編排月台編號。

## 使用狀況
以下為乘車人次變化列表：
| 乘車人次變化       | 乘車人次變化     | 乘車人次變化 |
| 年度               | 1日平均 乘車人次 | 參考資料     |
| ------------------ | ---------------- | ------------ |
| 2000年（平成12年） | 9                | [ 3 ]        |
| 2001年（平成13年） | 9                | [ 4 ]        |
| 2002年（平成14年） | 12               | [ 5 ]        |
| 2003年（平成15年） | 11               | [ 6 ]        |
| 2004年（平成16年） | 9                | [ 7 ]        |
| 2005年（平成17年） | 10               | [ 8 ]        |
| 2006年（平成18年） | 11               | [ 9 ]        |
| 2007年（平成19年） | 9                | [ 10 ]       |

此站是在新潟分社管轄範圍內的有人車站中，最少人使用的車站。
此站的乘客多為前往小出方向的學生使用，只少小量學生跨越縣界前往福島縣。

## 車站周邊
車站附近設有數十戶住宅，該處的村落名為「末澤」。車站名稱「大白川」是取自大白川村落，與此站有一段距離，從此站向東北方向步行數分鐘便可到達。如需前往新淺草岳溫泉和關越國際大原滑雪場，請於此站下車。在此站前往鄰站只見站時，會越過新潟和福島的縣界。在離開車站前往只見站後，列車會越過破間川。
- 大白川簡易郵局
- 市營大原（舊關越國際大原）滑雪場
- 國民宿舍　淺草山莊
- 淺草山落生態博物館
- 新淺草岳溫泉
- 國道252號（日语：国道252号）
  - 六十里越區間在冬天會封閉。在段時間，只見線是來往新潟、福島兩縣的唯一交通方法（但是，當進行除雪作業，或發生大雪時，只見線部分區間和列車會暫停服務）。
- 新潟縣道346號親柄大白川停車場線（日语：新潟県道346号親柄大白川停車場線）
- 新潟縣道385號淺草山大白川停車場線（日语：新潟県道385号浅草山大白川停車場線）

## 相鄰車站
東日本旅客鐵道（JR東日本）
■只見線
只見－*（臨）田子倉－大白川－*（臨）柿之木－入廣瀨
*刪除線代表已廢除的車站

## 注腳
1. ↑  . 交通新聞 (交通新聞社). 1992-09-04: 2 （日语）.
2. 1 2  . 東日本旅客鐵道.   [2019-08-20]. （原始内容存档于2019-08-19） （日语）.
3. ↑  . 東日本旅客鐵道.   [2019-03-08]. （原始内容存档于2018-02-13） （日语）.
4. ↑  . 東日本旅客鐵道.   [2019-03-08]. （原始内容存档于2019-04-02） （日语）.
5. ↑  . 東日本旅客鐵道.   [2019-03-08]. （原始内容存档于2019-04-02） （日语）.
6. ↑  . 東日本旅客鐵道.   [2019-03-08]. （原始内容存档于2019-04-02） （日语）.
7. ↑  . 東日本旅客鐵道.   [2019-03-08]. （原始内容存档于2019-04-02） （日语）.
8. ↑  . 東日本旅客鐵道.   [2019-03-08]. （原始内容存档于2017-08-08） （日语）.
9. ↑  . 東日本旅客鐵道.   [2019-03-08]. （原始内容存档于2019-03-27） （日语）.
10. ↑  . 東日本旅客鐵道.   [2019-03-08]. （原始内容存档于2017-08-08） （日语）.

## 外部連結
- 車站資訊（大白川）：東日本旅客鐵道（日語）
- 國土地理院地圖參閲服務 （页面存档备份，存于） - 大白川站周邊的1/25000地形圖 （页面存档备份，存于）（日語）